# Microsoft Works
Microsoft Works è stata una suite di software di produttività personale sviluppata da Microsoft e commercializzata tra il 1987 e il 2010 per Microsoft Windows. Inizialmente anche disponibile per MS-DOS e Mac OS, la suite era commercializzata come una versione ridotta ed economica di Microsoft Office. Oltre ad un software di videoscrittura, uno per il foglio di calcolo e un database management system, alcune versioni integrano un calendario e una rubrica.
Works è stato spesso commercializzato anche in bundle con altri prodotti Microsoft come Microsoft Money, Microsoft Encarta e Picture it!. Questi pacchetti sono stati proposti sotto la denominazione di Works Suite. Le diverse versioni di Works Suite contenevano anche il programma Microsoft Word, in una versione precedente rispetto a quella presente nel pacchetto Office più recente.

## Storia
Nel 2006 l'elaboratore di testi ha modificato l'estensione dei relativi file: dalla tipica estensione .wps si è passati all'estensione .doc, già propria di Microsoft Word.
Nelle ultime versioni di Works il produttore ha puntato sulla compatibilità tra Microsoft Works e Microsoft Office; l'elaboratore di testi è in grado di leggere i documenti creati con Microsoft Word, ed il foglio di calcolo i file creati con Microsoft Excel.
Il programma, grazie al suo costo ridotto (soprattutto rispetto a Microsoft Office), è stato pre-installato su molti personal computer da diverse case costruttrici.
All'uscita di Microsoft Office 2010 è stato sostituito da Microsoft Office 2010 Starter, una versione ridotta di Microsoft Office.

## Versioni di Works

### Works per MS-DOS
- Microsoft Works 1.05
- Microsoft Works 2.0 e 2.0a
- Microsoft Works 3.0, 3.0a e 3.0b

### Works per Mac OS
- Microsoft Works 1.0
- Microsoft Works 2.0
- Microsoft Works 3.0
- Microsoft Works 4.0

### Works per Microsoft Windows
- Microsoft Works 2.0 (Windows 3.x)
- Microsoft Works 3.0 (Windows 3.x)
- Microsoft Works 4.0, 4.0a, 4.5 e 4.5a (Windows 95)
- Microsoft Works 2000 (v.5) (Microsoft Works Suite 2000)
- Microsoft Works 6.0 (Microsoft Works Suite 2001 e 2002)
- Microsoft Works 7.0 (Microsoft Works Suite 2003 e 2004)
- Microsoft Works 8.0 (Microsoft Works Suite 2005)
- Microsoft Works 8.5 aggiornamento gratuito della versione 8.0 (Microsoft Works Suite 2006)
- Microsoft Works 9.0 aggiornamento gratuito della versione 8.5

## Versioni di Works Suite
| Prodotto         | Prezzo di vendita suggerito in dollari USA |           |           |                               |                     |                             |                               |
| ---------------- | ------------------------------------------ | --------- | --------- | ----------------------------- | ------------------- | --------------------------- | ----------------------------- |
| Works Suite 99   | 109 $                                      | Works 4.5 | Word 97   | Encarta Atlante mondiale 99   | Money 99 Basic      | Picture It! 99              |                               |
| Works Suite 2000 | 109 $                                      | Works 5.0 | Word 2000 | Encarta Atlante mondiale 2000 | Money 2000 Standard | Picture It! 2000            | AutoRoute Express Europa 2000 |
| Works Suite 2001 | 109 $                                      | Works 6.0 | Word 2000 | Encarta Atlante mondiale 2001 |                     | Picture It! Publishing 2001 | AutoRoute 2001                |
| Works Suite 2002 | 109 $                                      | Works 6.0 | Word 2002 | Encarta Standard 2002         |                     | Picture It! Foto 2002       | AutoRoute 2002                |
| Works Suite 2003 | 109 $                                      | Works 7.0 | Word 2002 | Encarta Standard 2003         |                     | Picture It! Foto 7.0        | AutoRoute 2002                |
| Works Suite 2004 | 99,99 $                                    | Works 7.0 | Word 2002 | Encarta Standard 2004         |                     | Picture It! Foto Premium 9  | AutoRoute 2004                |
| Works Suite 2005 | 99,99 $                                    | Works 8.0 | Word 2002 | Encarta Standard 2005         |                     | Picture It! Premium 10      | AutoRoute 2005                |
| Works Suite 2006 | 99,99 $                                    | Works 8.0 | Word 2002 | Encarta Standard 2006         |                     | Foto 2006 Standard          | AutoRoute Essential 2006      |
| Works Plus 2008  | disponibile solo per gli OEM               | Works 9.0 | Word 2003 |                               |                     |                             |                               |